# František Petrtýl
František Petrtýl (* 9. března 1959 Jičín) je český politik a stavební inženýr, od ledna 2017 poslanec Poslanecké sněmovny PČR, od roku 2016 zastupitel Středočeského kraje (v letech 2016 až 2020 též radní kraje), od roku 2014 zastupitel města Mladá Boleslav (v letech 2014 až 2017 navíc radní města), člen hnutí ANO 2011.

## Život
Vystudoval obor dopravní a vodní stavby na Průmyslové škole stavební Vysoké Mýto (maturoval v roce 1978). Následně absolvoval obor vodní stavby na Fakultě stavební Vysokého učení technického v Brně (promoval v roce 1983 a získal titul Ing.).
V letech 1984 až 1989 se živil jako stavbyvedoucí podniku Průmstav Praha – závod Mladá Boleslav, v letech 1990 až 1992 byl stavbyvedoucím u podniku Potrubáři Neratovice. Je spolumajitelem společnosti GEMA MB (od 1995) a spolumajitelem firmy SPARING MB – sportovní centrum (od 1998). Angažuje se také ve statutárních orgánech FK Mladá Boleslav.
František Petrtýl je po druhé ženatý a má tři děti. Žije ve městě Mladá Boleslav, konkrétně v části Čejetice.

## Politické působení
V komunálních volbách v roce 2002 kandidoval jako nestraník za hnutí NEZÁVISLÍ do Zastupitelstva města Mladá Boleslav, ale neuspěl. V září 2006 se stal místopředsedou nově založeného hnutí Volba pro Mladou Boleslav, za něž kandidoval ve volbách v roce 2006, ale opět nebyl zvolen (stal se prvním náhradníkem). Za Volbu pro Mladou Boleslav neuspěl ani ve volbách v roce 2010.
Od roku 2012 je členem hnutí ANO 2011, v němž předsedá oblastní organizaci Mladá Boleslav a je předsedou krajské organizace hnutí ve Středočeském kraji. V komunálních volbách v roce 2014 byl z pozice člena hnutí ANO 2011 zvolen zastupitelem města Mladá Boleslav, a to na kandidátce subjektu "ANO 2011 + Volba pro Mladou Boleslav". V roce 2014 se stal také radním města. Na funkci radního rezignoval v roce 2017 poté, co se stal poslancem. Ve volbách v roce 2018 obhájil z pozice člena hnutí ANO 2011 post zastupitele města Mladá Boleslav, a to na kandidátce subjektu "ANO 2011 + Volba pro Mladou Boleslav". V komunálních volbách v roce 2022 kandidoval do zastupitelstva Mladé Boleslavi z 6. místa kandidátky subjektu „ANO 2011 + Volba pro Mladou Boleslav“. Mandát zastupitele města se mu podařilo obhájit.
V krajských volbách v roce 2016 byl za hnutí ANO 2011 zvolen zastupitelem Středočeského kraje. V listopadu 2016 se navíc stal radním kraje pro oblast dopravy. Ve volbách v roce 2020 se mu mandát podařilo obhájit. Hnutí se nicméně nestalo součástí nové krajské koalice, a proto v listopadu 2020 skončil ve funkci radního kraje. V krajských volbách v roce 2024 mandát krajského zastupitele obhájil.
Ve volbách do Poslanecké sněmovny v roce 2013 kandidoval za hnutí ANO 2011 ve Středočeském kraji, ale neuspěl (stal se prvním náhradníkem). Po krajských volbách v roce 2016 se však jeho kolegyně na kandidátce Jaroslava Pokorná Jermanová stala středočeskou hejtmankou a na poslanecký mandát dne 3. ledna 2017 rezignovala. Jakožto první náhradník se tak stal poslancem. Stal se členem mandátového a imunitního výboru Poslanecké sněmovny.
Ve volbách do Senátu v roce 2012 kandidoval jako nestraník za hnutí ANO 2011 v obvodu č. 38 – Mladá Boleslav. Se ziskem 7,40 % hlasů však skončil na 4. místě. Ve volbách do Poslanecké sněmovny PČR v roce 2017 obhájil svůj poslanecký mandát za hnutí ANO 2011 ve Středočeském kraji.
Ve volbách do Poslanecké sněmovny PČR v roce 2021 kandidoval za hnutí ANO 2011 na 6. místě ve Středočeském kraji. Získal 2 938 preferenčních hlasů, a stal se tak znovu poslancem.
Ve sněmovních volbách v roce 2025 kandiduje na 7. místě kandidátní listiny hnutí ANO ve Středočeském kraji.